# Diversibipalium mayottensis
Espèce
Diversibipalium mayottensis est une espèce hermaphrodite de vers plats terrestres du genre Diversibipalium et de la famille des Geoplanidae (sous-famille des Bipaliinae). Sa couleur bleue caractéristique le fait parfois appeler le Diversibipalium bleu. L'espèce est nommée en référence à l'île de Mayotte, sur laquelle elle fut découverte.

## Description
Ce ver plat mesure jusqu'à 45 mm. Il se caractérise par sa tête « en forme de marteau » de couleur tirant vers le marron et son corps de couleur « bleu vert irisé ».

## Aire de répartition
L'espèce est documentée à Mtsamboro et Mamoudzou sur l'île de Mayotte.

## Génétique
Le mitogénome de Diversibipalium mayottensis :

L'espèce a été caractérisée sur la base d'une étude comparative des génomes mitochondriaux de plusieurs espèces de vers plats Geoplanidae. Son génome mitochondrial est long de 16 000 paires de bases et contient 12 gènes codant des protéines, 2 gènes des ARN ribosomal et 22 gènes des ARN de transfert.

### Phylogénétique
Arbre phylogénétique des Geoplanidae, montrant la position particulière de Diversibipalium mayottensis (en bleu) comme groupe-frère de tous les autres Bipaliinae :
Selon une analyse génétique, Diversibipalium mayottensis constitue le groupe frère de l’ensemble des Bipaliinae (les vers plats à tête en forme de marteau).

## Systématique
L'espèce Diversibipalium mayottensis a été décrite en 2022 par Jean-Lou Justine, Romain Gastineau (d), Pierre Gros (d), Delphine Gey (d), Enrico Ruzzier (d), Laurent Charles (d) & Leigh Winsor (d).
Le nom valide complet avec auteur de ce taxon est ainsi Diversibipalium mayottensis Justine, Gastineau, Gros, Gey, Ruzzier, Charles & Winsor, 2022.

## Publication originale
(en) Jean-Lou Justine, Romain Gastineau, Pierre Gros, Delphine Gey, Enrico Ruzzier, Laurent Charles et Leigh Winsor, « Hammerhead flatworms (Platyhelminthes, Geoplanidae, Bipaliinae): mitochondrial genomes and description of two new species from France, Italy, and Mayotte », PeerJ, PeerJ Publishing (d), vol. 10,‎ 1er février 2022, e12725 (ISSN 2167-8359, OCLC 793828439, DOI 10.7717/PEERJ.12725, lire en ligne).